# Alprazolam

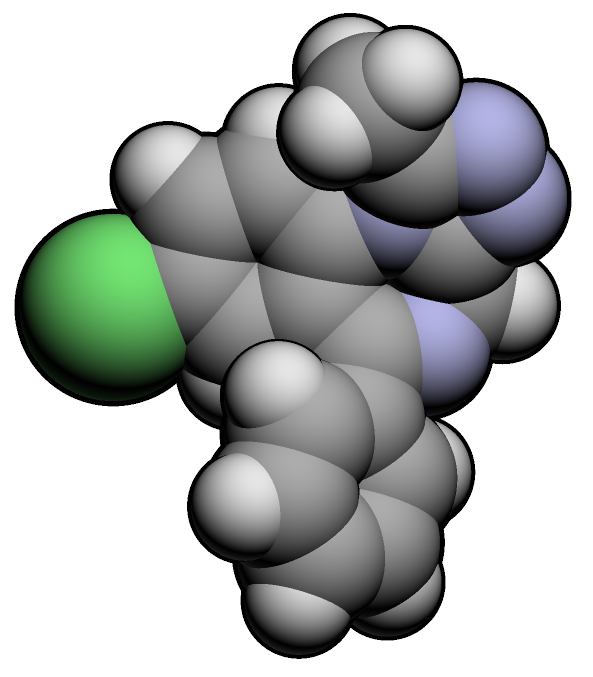
3D model

Alprazolam (také známý jako Xanax) je anxiolytická látka třídy benzodiazepinů. Mezi jeho charakteristické účinky patří potlačení úzkosti, sedace, disinhibice a svalová relaxace.
Stejně jako ostatní benzodiazepiny se alprazolam váže na specifická místa na receptoru GABAA. Běžně se používá k léčbě panické poruchy, generalizované úzkostné poruchy (GAD) nebo sociální úzkostné poruchy (SAD).
Alprazolam má rychlý nástup účinku a symptomatickou úlevu. Devadesát procent vrcholových účinků je dosaženo během první hodiny po přípravě na panickou poruchu a plných vrcholových účinků je dosaženo za 1,5, respektive 1,6 hodiny. Maximální přínosy u generalizované úzkostné poruchy (GAD) mohou trvat až týden.
Náhlé vysazení benzodiazepinů může být potenciálně nebezpečné nebo život ohrožující pro jednotlivce užívající pravidelně po delší dobu, někdy vedoucí k záchvatům nebo smrti. Důrazně se doporučuje upravovat dávku postupným snižováním množství užívaného každý den po delší časové období, místo aby se užívání náhle zastavilo.

## Chemie
Alprazolam je lék třídy benzodiazepinů. Benzodiazepinové léky obsahují benzenový kruh kondenzovaný s diazepinovým kruhem, což je sedmičlenný kruh se dvěma složkami dusíku umístěnými na R1 a R4. Benzylový kruh alprazolamu je substituován na R8 chlorovou skupinou. Dále je diazepinový kruh vázán v R5 k fenylovému kruhu. Alprazolam také obsahuje 1-methylovaný triazolový kruh fúzovaný s a obsahující R1 a R2 jeho diazepinového kruhu. Alprazolam patří do třídy benzodiazepinů obsahujících tento kondenzovaný triazolový kruh, zvané triazolobenzodiazepiny, které se vyznačují příponou „-zolam“.
Alprazolam je substituován fenylovou skupinou v poloze 6, atomem chloru v poloze 8 a methylovou skupinou v poloze 1. Je to analog triazolamu, přičemž rozdílem mezi nimi je absence atomu chloru v „ortho“ poloha fenylového kruhu. Je rozpustný v alkoholu a nerozpustný ve vodě.

## Farmakologie
Benzodiazepiny mají řadu vazeb na místo benzodiazepinových receptorů a zvětšením účinnosti a účinků neurotransmiteru gama aminomáselné kyseliny (GABA) působením na jeho receptory. Alprazolam je pozitivní alosterický modulátor receptoru typu A gama-aminomáselné (GABA). Protože toto místo je nejplodnějším receptorem inhibitorů v mozku, vede jeho modulace k sedaci (nebo uklidňujícímu účinku) alprazolamu na nervový systém. Antikonvulzivní vlastnosti benzodiazepinů mohou být částečně nebo úplně způsobeny vazbou na napěťově závislé sodíkové kanály, spíše než benzodiazepinovými receptory.
Alprazolam způsobuje výrazné potlačení osy hypotalamus hypofýza-nadledviny. Bylo prokázáno, že podávání alprazolamu vyvolává zvýšení koncentrací dopaminu ve striatu. To má za následek účinky zahrnující sníženou úzkost, svalovou relaxanci, antidepresivum a antikonvulzivní aktivitu. Chemický a receptorový systém GABA zprostředkovává inhibitory nebo uklidňující účinky alprazolamu na nervový systém. Vazba alprazolamu na receptor GABAA, chloridový iontový kanál, zvyšuje účinky GABA, neurotransmiteru. Když se GABA váže na receptor GABAA, kanál se otevře a chlorid vstoupí do buňky, což z něj činí odolnější vůči depolarizaci. Proto má alprazolam depresivní účinek na synaptický přenos, který snižuje úzkost.
Receptor GABAA je tvořen pěti podjednotkami z možných 19 a receptory GABAA složené z různých kombinací podjednotek mají odlišné vlastnosti, různá umístění v mozku a co je důležitější, různé aktivity s ohledem na benzodiazepiny. Alprazolam a další triazolobenzodiazepiny, jako je triazolam, které mají triazolový kruh fúzovaný s jejich diazepinovým kruhem, se zdají mít antidepresivní vlastnosti. To je pravděpodobně způsobeno podobnostmi sdílenými s tricyklickými antidepresivy, protože mají dva benzenové kruhy fúzované s diazepinovým kruhem. Alprazolam způsobuje výrazné potlačení osy hypotalamus-hypofýza-nadledviny. Terapeutické vlastnosti alprazolamu jsou podobné jako u jiných benzodiazepinů a zahrnují anxiolytika, antikonvulziva, myorelaxancia, hypnotika a amnézie; používá se však hlavně jako anxiolytikum.
Bylo prokázáno, že podávání alprazolamu ve srovnání s lorazepamem vyvolává statisticky významné zvýšení koncentrací extracelulárního dopaminu D1 a D2 ve striatu.

## Subjektivní účinky
Mnoho lidí popisuje účinky alprazolamu jako intenzivní sedaci, relaxaci, potlačení úzkosti a sníženou inhibici.

## Vedlejší účinky
Mezi běžné nežádoucí účinky patří ospalost, deprese, potlačení emocí, mírné až silné snížení motorických schopností, škytavka, otupení nebo pokles poznávacích schopností, snížená bdělost, sucho v ústech, snížení srdeční frekvence, potlačení činnosti centrálního nervového systému, zhoršení úsudku (obvykle při vyšších než terapeutických dávkách), snížená schopnost zpracovávat nové informace, snížení tvorby paměti, částečná až úplná anterográdní amnézie. Některé z projevů sedace a ospalosti se mohou během několika dnů zlepšit. V dotazníkovém průzkumu účastníci také uváděli snížení libida (47 %), potíže v dosažení erekce (44 %) a anorgasmii (16 %).

## Toxicita a potenciál poškození
Alprazolam má nízkou toxicitu ve srovnání s dávkou. Při smíchání s depresory, jako je alkohol nebo opioidy, je však potenciálně smrtelný.
Při používání této látky se důrazně doporučuje používat postupy snižování škod.
Akutní orální LD50 u potkanů je 331–2 171 mg / kg. Další experimenty na zvířatech ukázaly, že po masivních intravenózních dávkách alprazolamu může dojít ke kardiopulmonálnímu kolapsu.

### Potenciál závislosti a zneužívání
Alprazolam je extrémně fyzicky a psychicky návykový.
Tolerance se projeví u sedativně-hypnotických účinků během několika dní nepřetržitého užívání. Po ukončení se tolerance vrátí na výchozí hodnotu za 7-14 dní. V určitých případech to však může trvat podstatně déle způsobem, který je úměrný délce a intenzitě jeho dlouhodobého užívání.
Alprazolam vykazuje křížovou toleranci se všemi benzodiazepiny, což znamená, že po jeho konzumaci budou mít všechny benzodiazepiny snížený účinek.

### Předávkování
Předávkování benzodiazepiny může nastat při extrémně vysokých dávkách nebo častěji při užívání s jinými depresory. Toto riziko je obzvláště přítomno u jiných GABAergních depresorů, jako jsou barbituráty a alkohol, protože fungují podobným způsobem, ale vážou se na odlišná místa na receptoru GABAA, což vede k významné křížové potenciaci.
Předávkování benzodiazepiny je lékařský stav, který může vést ke kómatu, trvalému poranění mozku nebo smrti, pokud nebude léčen okamžitě. Příznaky mohou zahrnovat těžkou nezřetelnou řeč, zmatenost, bludy, respirační depresi a nereagování. Uživatel by se mohl zdát jako náměsíčný. Uživatel je také náchylnější k větší spotřebě stejné nebo jiné látky z důvodu zhoršeného úsudku, který u jiných látek během předávkování obvykle není vidět.
Předávkování benzodiazepiny lze účinně léčit v nemocničním prostředí s obecně příznivými výsledky. Péče má v zásadě podpůrnou povahu, ačkoli předávkování se někdy léčí flumazenilem, antagonistou GABAA nebo dalšími postupy, jako jsou injekce adrenalinu, pokud se jedná o jiné látky.